# Făcăi (Dolj)
Făcăi ist ein Stadtteil im südlichen Bereich von Craiova in der rumänischen Region Kleine Walachei 
mit etwa 800 Einwohnern. Făcăi liegt von Craiova aus in Richtung Malu Mare an der Nationalstraße (Drum național) DN55.